# Johann Joseph Grohmann
Johann Joseph Grohmann (1. srpna 1753, Krásná Lípa – 5. dubna 1811, Vídeň) byl česko-rakouský politik německé národnosti, který působil ve státních službách Rakouského císařství jako státní a konferenční rada.

## Život
Na jezuitské koleji v Praze studoval humanitní vědy a teologii se záměrem vstoupit do řádu kanovníků sv. Augustina. Jeho hudební a pěvecké schopnosti mu dokonce vynesly místo v chlapeckém sboru u kanovníků v Zaháni v Pruském Slezsku. Po dvou letech avšak studium opustil a vstoupil do státních politických služeb.  
Od roku 1773 působil na českém zemském úřadě, a díky svým schopnostem byl brzy přeložen do dvorské kanceláře ve Vídni. V roce 1782 jej císař Josef II. jmenoval koncipistou Státní rady, roku 1787 se stal skutečným dvorním tajemníkem při zemské radě a roku 1789 byl jmenován guberniálním radou v Čechách. V této pozici Grohmann vyvinul takovou energii při vyjednávání se stavy, kdy hájil jak práva koruny, tak znění ústavy, že císař Leopold II. roku 1791 jmenoval radou u české dvorské kanceláře. 
V roce 1796 se Grohmann stal vedoucím kanceláře státní rady, roku 1800 skutečným státním radou a ve válečném roce 1809 mu bylo svěřeno řízení nad celým státním a konferenčním oddělením domácích záležitostí. V posledním roce svého života získal čestnou hodnost kancléře nově založeného rakouského Leopoldova řádu. 
Johann Joseph Grohmann zemžel ve Vídni 5. dubna 1811 věku 58 let. 